# عبد اللطيف أحمد يعقوب
عبد اللطيف أحمد يعقوب محمد إمام وخطيب بمسجد حي العرب بمربع 12 ومناوب بمسجد عباد الرحمن بمربع 10
وأستاذ مساعد بجامعة الشرق للعلوم والتكنولوجيا.

## المراحل الدراسية
درس المرحلة الابتدائية بمدرسة غرب القاش الابتدائية، ودرس المرحلة المتوسطة بمدرسة غرب القاش المتوسطة، ودرس المرحلة الثانوية بمدرسة كسلا الثانوية الجديدة أما المرحلة الجامعية فتخرج في كلية التربية قسم اللغة العربية والعلوم الإسلامية في جامعة كسلا.
- حاصل على الماجستير في العلوم الإسلامية في العام ٢٠٠٦م من عمادة الدراسات العليا بجامعة كسلا.
- حاصل على الدكتوراه في العلوم الإسلامية في العام ٢٠١٥م من عمادة الدراسات العليا بجامعة كسلا.

## المناصب العملية
يعمل إماما وخطيبا بمسجد حي العرب بمربع 12 ومناوب بمسجد عباد الرحمن بمربع 10، كما عمل أيضا
- عضوا في هيئة علماء السودان فرع ولاية كسلا.
- مدرسَ كرسيّ العلوم الشرعية للإمام مالك بمسجد كسلا الكبير.
- عضو مجلس الصلح التابع لمحكمة الأحوال الشخصية كسلا.
- مأذونا شرعيا لحي بانت جنوب.
- معلما بالمرحلة الثانوية منذالعام ٢٠٠٠م وحتى العام ٢٠٠٤م.

متعاونا مع إذاعة ولاية كسلا منذ عام ١٩٩٥م، وفي عام ٢٠٠٤م تم تنصيبه رسميا في هيئة إذاعة وتلفزيون ولاية كسلا وشغل فيها عدة مناصب: رئيس قسم البرامج بالإذاعة، ثم رئيس قسم المذيعين بهيئة الإذاعة، ثم رئيس قطاع التلفزيون.
- عمل أستاذا متعاونا مع جامعة كسلا كلية علوم الحاسوب لعام ٢٠١٤ م وكلية الدراسات الإسلامية لعام ٢٠٢٢م.
- عمل أستاذا متعاونا مع كلية الشرق الأهلية للعلوم والتكنولوجيا في العام ٢٠١٢ م، ثم تم تعيينه رسميا في العام ٢٠١٧م.
- متعاونا مع جامعة السودان المفتوحة[3] منذ عام ٢٠١٢م.
- محكما معتمدا بمجلات [4] القلزم العلميّة الدولية التي يصدرها مركز بحوث ودراسات حوض البحر الأحمر[5] ٢٠٢٤م

## اسهاماته في المجتمع
- رئيس رئاسة اللجنة الشعبية بحي غرب القاش مربع ١.
- رئيس رئاسة لجنة الزكاة بحي غرب القاش مربع ٢.
- الأمين العام جمعية القرآن الكريم بمحلية كسلا.
- عضو المركز الثقافي الإسلامي بولاية كسلا.
- رئيس نقابة العاملين بهيئة إذاعة وتلفزيون ولاية كسلا.

## مؤلفاته
1. وحدة الأمة الإسلامية وأثر الإعلام عليها - مطبوع.
2. أثر وسائل الإعلام في نشر الدعوة إلى الله - مطبوع.
3. خماسيات من هدي النبوة - لم يطبع.
4. سداسيات من هدي النبوة - لم يطبع.
5. سباعيات من هدي النبوة - لم يطبع.
6. عشريات من هدي النبوة - لم يطبع.

أوراق علميّة منشورة:
- حوار سيدنا إبراهيم عليه السلام مع أبيه في سورة مريم - مجلة النيل الأبيض للدراسات والبحوث[6]، العدد (٢٢) سبتمبر ٢٠٢٣م.
- حوار سيدنا إبراهيم عليه السلام مع قومه في سورتي الأنبياء والصَّافات - مجلة القلزم[4] للدراسات الإسلامية بالشراكة مع جامعة كسلا العدد (١١) ذو القعدة ١٤٤٤هـ، يونيو ٢٠٢٣م.
- دروس وعبر من قصة ذي القرنين في سورة الكهف، دراسة تحليلية، مجلة القلزم[4] العلمية الدولية بالشراكة مع أكاديمية المنهل للعلوم[7]، العدد (٣٢) يونيو ٢٠٢٣م.
- حوار سيدنا إبراهيم عليه السلام مع النمرود في سورة البقرة - مجلة آداب جامعة أم درمان الأهلية[8]، العدد التاسع، ذو الحجة ١٤٤٤هـ، يونيو ٢٠٢٣م.
- دروس من قصة سيدنا سليمان عليه السلام وملكة سبأ في سورة النمل، دراسة تحليلية - مجلة القلزم[4] للدراسات الإسلاميّة، بالشراكة مع جامعة كسلا، العدد (١٢) سبتمبر ٢٢٠٢م۔
- أصحمة بن ابجر (النجاشي). ودوره في الإسلام، دراسة تحليلية - مجلة القلزم[4] للدراسات التاريخية العدد السابع والعشرون، ربيع الأول ١٤٤٥هـ، سبتمبر ٢٢٠٢م.
- الثلاثة الذين تخلفوا عن غزوة تبوك، دراسة تحليلية - مجلة القلزم[4] للدراسات التطبيقية تصدر بالشراكة مع جامعة دنقلا، العدد السادس، شعبان/ رمضان ١٤٤٥هـ ۔ مارس ٢٠٢٤م.
- حالات وطرق إثبات النسب ونفيه، دراسة فقهية قانونية مقارنة - مجلة القلزم[4] للدراسات السياسيّة والقانونية. بالشراكة مع جامعة البليدة الجزائر، العدد السادس عشر ربيع الأول ١٤٤٥هـ، سبتمبر ٢٢٠٢م.
- شعيب عليه السلام، رائد الإصلاح الاقتصادي مع قومه في سورة هود، دراسة تحليلية - مجلة قراءات فكريّة[9]، العدد الثاني، يناير ٢٠٢٤م، تصدر عن الاتحاد العالمي للجامعات العربية والأجنبية بالتعاون مع جامعة إيليا العالمية بالعراق.

## بعضا من خطبه ومحاضراته
- السيرة النبوية[10]
- علو الهمة[10] خطبتان
- الفتن[10] خمس خطب
- الشريعة[10] خطبتان

## وصلات خارجية
- محاضرت وخطب الشيخ د.عبد اللطيف أحمد يعقوب